# White Fang (1991)
White Fang is een Amerikaanse avonturenfilm van Randal Kleiser en The Walt Disney Company uit 1991. Het script is van David Fallon, Jeanne Rosenberg en Nick Thiel en is gebaseerd op de gelijknamige roman van Jack London.

## Verhaal
De film speelt zich af in 1889. Jack Conroy gaat in het barre Alaska op zoek naar de goudmijn van zijn overleden vader. Onderweg ontmoet Jack nog twee andere goudzoekers: Alex en Skunker. Ze worden aangevallen door een roedel uitgehongerde wolven. Skunker overleeft de aanval niet, maar heeft ook een vrouwelijke wolf dodelijk verwond. Haar welp blijft hierdoor alleen achter en wordt gevangen door Grey Beaver, een Indiaan. Hij neemt het dier mee naar zijn stam en noemt hem White Fang omwille van zijn zeer witte tanden. Grey Beaver kan de wolf temmen aangezien het een wolf-hondhybride blijkt te zijn.
Wanneer White Fang volwassen is, wordt hij meegenomen door gangster Beauty Smith. Hij maakt White Fang vals en traint hem als vechthond en gebruikt hem in wedstrijden waarin honden vechten tot de dood. Jack weet White Fang te redden uit zo'n toernooi. Er ontstaat een vriendschap tussen de hond en Jack.
Uit op wraak willen de gangsters Beauty en zijn maten de goudmijn van Jack afnemen. White Fang gaat in de tegenaanval en verdrijft hen.

## Rolverdeling
| Acteur                | Personage     |
| --------------------- | ------------- |
| Ethan Hawke           | Jack Conroy   |
| Klaus Maria Brandauer | Alex Larson   |
| Seymour Cassel        | Skunker       |
| Susan Hogan           | Belinda Casey |
| James Remar           | Beauty-Smith  |
| Bill Moseley          | Luke          |
| Clint Youngreen       | Tinker        |
| Pius Savage           | Grey Beaver   |
| Jed                   | White Fang    |

## Muziek
De muziekcompositie werd toegewezen aan Basil Poledouris. De studio verwierp de compositie en vroeg Hans Zimmer om nieuwe muziek te maken. Ook zijn werk was niet naar de zin van de studio. Daarop werd besloten om de beste fragmenten van beide componisten te gebruiken.

## Onthaal
Hoewel de film wordt omschreven als "te lang" heeft hij voornamelijk positieve kritiek gekregen zoals de prachtige filmlocaties, het aanvaardbare gehalte aan avontuur, enkele scènes met een komische ondertoon ... Op Rotten Tomatoes kreeg de film een score van 63%.

## Prijzen
De film kreeg in 1993 een Genesis Award als zijnde beste familiefilm.